# 飯塚翔太

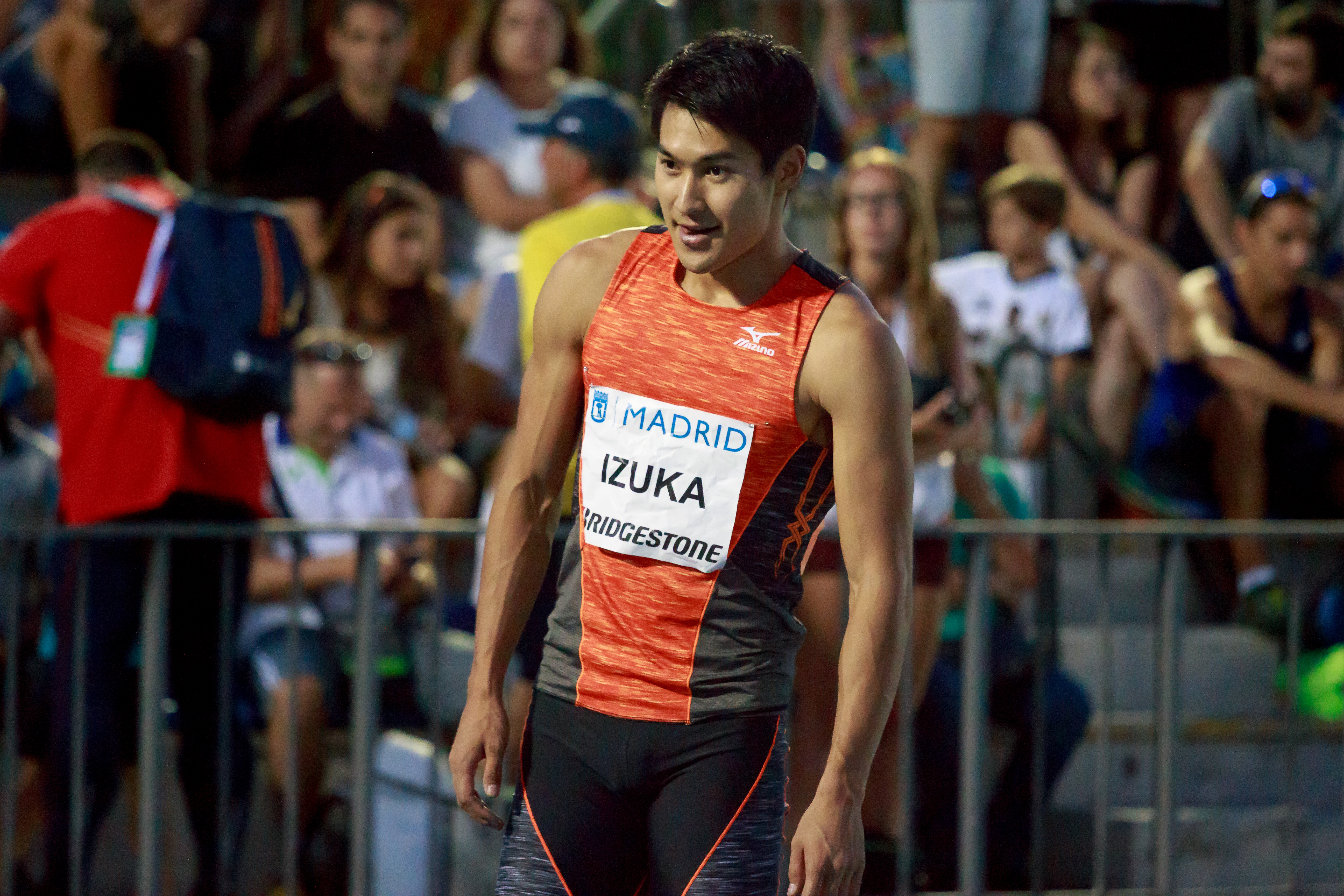
2017年馬德里田徑賽

飯塚翔太（1991年6月25日—）是日本田徑運動員，專門項目是短跑。出身於靜岡縣御前崎市，畢業於藤枝明誠高等學校、中央大學法學部。MIZUNO所屬。2016年夏季奧林匹克運動會4×100m接力擔任第二棒，與隊友山縣亮太、桐生祥秀及劍橋飛鳥共同獲得銀牌。

## 人物經歷

### 高中之前
飯塚翔太在2004年中學1年級時參加的日本少年奧林匹克運動會（Junior Olympics）D組100米賽跑項目中獲得冠軍，2006年3年級時又在該運動會的200米賽跑項目中得到第一名，因而很早就被發掘。2007年進入藤枝明誠高等學校就讀，於該年10月的國民體育大會少年男子Ｂ組200米賽跑中以21秒71的紀錄獲勝。雖然發生肌肉拉傷等負傷情況，但在2009年8月的全國高等學校綜合體育大會中他仍然在100米賽跑與200米賽跑象中各以10秒46與21秒01的成績分別得到亞軍與冠軍。而同年10月的第64屆國民體育大會少年男子A組100米賽跑項目則以10秒3的成績獲勝。

### 大學時期
2010年4月時進入中央大學就讀。在5月22日的第89屆關東學生田徑校際錦標賽1600米接力賽項目裡他擔任最後一棒，與早稻田大學的選手互相競爭的情況下起跑，最後以10米的差距令中央大學創下了38秒54日本學生記錄並得到優勝。隔天的23日飯塚翔太亦參加200米賽跑，與江里口匡史、安孫子充裕等人在直線跑道上交手後得到了冠軍。而在6月的第94屆日本田徑錦標賽裡打破參賽標準紀錄後，他便將目標放在將在加拿大蒙克頓舉辦的世界青年田徑錦標賽而努力。在日本學生田徑個人錦標賽200米賽跑中創下大會新紀錄後，他開始向世界發展。
2010年7月23日，他在世界青年田徑錦標賽200米賽跑中以20秒67的成績獲得金牌，這是日本男子選手在此比賽中第一次得到冠軍。日本每日新聞刊登了日本田徑聯盟強化委員長高野進的回應，其中有「他擁有的在後半之加速力與靈敏性後半，於倫敦奧運時是合適的良材」等評語，即指他184公分、78公斤的身材讓他有在比賽後半更強之特點。
2011年4月，因為在世界青年田徑錦標賽得到金牌，獲得JOC運動賞的新人賞。
2012年6月，在日本選手權得到100m第四名及200m銀牌的成績，並獲得代表日本參加倫敦奧運200m及4x100m接力的出賽權。
2012年8月，在倫敦奧運200m預賽跑出20秒81的成績無緣晉級準決賽（第三組第五位）。4x100m接力擔綱最後一棒，與隊友山縣亮太、江里口匡史及高平慎士在預賽以38秒07的成績成功晉級決賽。決賽則跑出38秒35的成績，原先通過終點的順位是第五位，但因為美國選手Tyson Gay備查出使用禁藥而被判失格，日本隊遞補為第四名。
2013年5月3日，飯塚翔太在靜岡國際陸上競技大會200m中以20秒21獲得金牌，這個成績為日本歷代第三位，同時也寫下了日本學生的新紀錄，並且突破8月世錦賽的選考標準而成為內定選手。
2013年6月，飯塚翔太在日本選手權以20秒31獲得200m的金牌，這是他個人生涯次佳成績。日本選手權結束後，飯塚翔太前往歐洲移地訓練並備戰世界大學運動會。在該屆世大運中，飯塚翔太獲得了200m銅牌以及4x100m接力銀牌（擔任第四棒）。
2013年7月23日，飯塚翔太表示畢業之後將進入MIZUNO。
2013年8月，飯塚翔太首度參加世錦賽。在200m預賽以20秒71成功晉級準決賽，但準決賽以20秒61遭到淘汰。4x100m接力中擔綱最後一棒，與隊友桐生祥秀、藤光謙司和高瀨慧在預賽跑出了該季最佳的38秒23晉級決賽，這是日本睽違兩屆世錦賽之後再度在這個項目晉級決賽，決賽則以38秒39名列第六（通過終點的順位為第七，但因為英國隊交接棒時超出接力區被判失格，日本隊遞補成為第六名）。
2013年9月，在日本學生陸上競技對校選手權大會將自己100m的最佳成績刷新為10秒22。
2013年10月，飯塚翔太被任命為2013年東亞運動會日本代表團主將。在200公尺輸給劍橋飛鳥獲得銀牌，4×100公尺接力擔綱第二棒，與山縣亮太、劍橋飛鳥及大瀨戶一馬共同取得金牌，成績為38.44秒，改寫大會紀錄，同時也是日本大學生不分校4×100公尺接力的新紀錄。

### 社會人時期
2014年4月，進入MIZUNO。
2014年5月，飯塚翔太代表日本參加在巴哈馬首都拿所舉行的世界接力賽的4x100m項目並擔綱最後一棒，成績為第五名，同時獲得隔年世界田徑錦標賽該項目的出賽權。
2014年6月，在日本選手權當中，飯塚翔太不但要挑戰200m的連霸，同時要爭取仁川亞運的日本代表資格。最終以第三名完賽，儘管沒有完成連霸，但已經突破了亞運A標紀錄而取得日本代表內定資格。同月15日，飯塚翔太前往美國紐約參加鑽石聯賽第六戰的Adidas Grand Prix，這是他首度出賽鑽石聯賽，在200m以21秒04敬陪末座。
2014年10月，飯塚翔太代表日本參加仁川亞運，在200m名列第四，4x100m擔綱第二棒並獲得銀牌。在比完4x100m接力後的55分鐘，隨即參加4x400m接力決賽並擔任第三棒並獲得金牌，這是日本睽違16年之後再度獲得該項目金牌。
2015年6月，在日本選手權200m突破北京世錦賽的參加標準，但是在決賽時因為右大腿後側肌群疼痛無法加速而中途棄權，無緣連續兩屆代表日本參加世錦賽。
2016年8月，在里約奧運男子4x100m接力中擔任第二棒（山縣亮太－飯塚翔太－桐生祥秀－劍橋飛鳥），18日的預賽以37秒68晉級決賽，這個成績同時是亞洲新紀錄。19日的決賽，原班人馬進一步將亞洲紀錄推進為37秒60，並奪得一枚銀牌。

## 統計
| 成績                    | 風速（m/s） | 反應時間 | 時間          | 地點                     | 地面條件（溼度，溫度，天氣狀況） |
| ----------------------- | ----------- | -------- | ------------- | ------------------------ | -------------------------------- |
| 10.08秒                 | +1.9        |          | 2017年6月4日  | 日本鳥取縣鳥取市         |                                  |
| 10.10秒                 | +1.7        |          | 2017年6月4日  | 日本鳥取縣鳥取市         |                                  |
| 10.13秒                 | +2.0        |          | 2020年8月2日  | 日本靜岡縣静岡市駿河區   |                                  |
| 10.19秒                 | +2.0        | 0.152秒  | 2019年6月7日  | 中国重慶市九龍坡區       | 58.8%，30.6℃，Fine               |
| 10.21秒                 | -0.7        | 0.133秒  | 2018年6月3日  | 日本鳥取縣鳥取市         |                                  |
| 10.21秒                 | +2.0        |          | 2020年8月2日  | 日本靜岡縣静岡市駿河區   |                                  |
| 10.22秒                 | +0.3        |          | 2013年9月6日  | 日本東京都新宿區霞丘町   | 65%，27.6℃，曇り                 |
| 10.24秒                 | +0.2        | 0.144秒  | 2017年9月24日 | 日本大阪府大阪市東住吉區 | 70%，25.2℃，くもり               |
| 10.24秒                 | -0.3        | 0.154秒  | 2019年6月28日 | 日本福岡縣福岡市博多區   | 88.0%，25.5℃，曇                 |
| 10.26秒                 | -0.7        | 0.163秒  | 2018年6月3日  | 日本鳥取縣鳥取市         |                                  |
| 平均約10.187651537533秒 |             |          |               |                          |                                  |

## 外部連結
- 飯塚翔太在国际奥林匹克委员会的资料
- 飯塚翔太在的頁面
- 飯塚翔太的X（前Twitter）
- 飯塚翔太的Instagram帳戶